# Andrés Ibáñez (político)
Andrés Ibáñez Justiniano (Puerto Pailas, 3 de febrero de 1843-San Ignacio de Velasco, Bolivia, 1 de mayo de 1877) fue un político, abogado y revolucionario boliviano, líder de la revolución Comunitaria e igualitaria desarrollada en Santa Cruz, anhelaba una junta de gobierno con igualitarismo en sociedad comunitaria.

## Orígenes
Nació en Puerto Pailas, actualmente parte del municipio de Cotoca, departamento de Santa Cruz, el 3 de febrero de 1843. Fue hijo natural de Francisco Bartolomé Ibáñez Velasco, hacendado de Pailas y Montero Hoyos, político que habría ocupado el cargo de prefecto del departamento en varias ocasiones, y de María del Carmen Justiniano. Era familiar de José Miguel de Velasco, expresidente de Bolivia que asumió en cuatro ocasiones al igual que la Prefectura del departamento de Santa Cruz, y de Antonio Vicente Seoane, uno de los precursores de la revolución de Santa Cruz del 24 de septiembre de 1810.

## Incursión en Política

Bandera Cruceña cuya orden de creación fue autorizada por Andrés Ibáñez.

Andrés Ibáñez realizó estudios superiores en la ciudad de Sucre, habiendo concurrido en la Universidad Mayor Real y Pontificia San Francisco Xavier de Chuquisaca, de donde se graduó cómo abogado y doctor en derecho el 3 de febrero del año 1868. Luego incursionó en la política local y fue secretario de la prefectura durante la gestión de Tristán Roca y fue firmante de la creación de la Bandera del departamento de Santa Cruz con los colores verde y blanco. Fue electo presidente del concejo municipal (alcalde) en 1868 y posteriormente fue elegido diputado nacional en tres legislaturas: 1872, 1873 y 1874.

## Movimiento Igualitario
Ya en las elecciones congresales de 1871, Ibáñez se enfrentó con grupos de la papaya cruceña, ganando popularidad entre el electorado de clases populares y artesanos. A diferencia de otras ciudades bolivianas, en Santa Cruz estos grupos reunían un gran porcentaje de votantes calificados (bajo el régimen de Sufragio censitario de la época).
Bajo su liderazgo, se conformó en la ciudad de Santa Cruz el "Club Igualitario" en 1872, que además editaba el periódico El Eco de la Igualdad. El episodio fundacional del Partido Igualitario ha sido asociado a un relato del llamado 'Manuscrito Lara', que da cuenta de una intervención pública de Ibáñez frente a una multitud enardecida en plena plaza principal. Según el relato, luego de un discurso vehemente en el que articulaba sus ideas y propuestas político-sociales, arrojó su levita de doctor y sus zapatos y se puso una chaqueta de artesano y caminó descalzo, mostrando así que era uno más igual que todos. Luego, con la voz de mando de “Todos Somos Iguales”, marchó con sus partidarios por las calles de la ciudad. Después de esto el "Partido Igualitario" contó con el apoyo masivo de los artesanos y gente de la ciudad de Santa Cruz de la Sierra.

## Alzamiento Armado
A comienzos del año 1875, se desataron diferentes conflictos en el país contra el gobierno de Tomás Frías. El alzamiento en La Paz, comandado por Casimiro Corral fue seguido en varios departamentos, e Ibáñez y el movimiento igualitario lo encabezaron en Santa Cruz. A la cabeza de grupos armados intentó tomar la plaza de Santa Cruz en 2 ocasiones. En la primera fue derrotado en el Trompillo, en las afueras de la ciudad. Replegándose en Cotoca, tomó Chiquitos en septiembre, para luego intentar tomar Santa Cruz por segunda vez. El 23 de noviembre los insurrectos fueron derrotados en la batalla de los campos de Pororós, ante las fuerzas militares del coronel Romero.
Luego de la derrota, Ibáñez se retiró y permaneció en la clandestinidad, hasta que el gobierno de Frías declaró amnistía para los perseguidos y convocó a elecciones.

## Revolución Federal
Para los comicios presidenciales, Ibáñez apoyó al candidato Hilarión Daza durante la campaña, y con este apoyo, la victoria de Daza en Santa Cruz fue abrumadora. Sin embargo, las elecciones en Santa Cruz se llevaron a cabo sin saberse que antes, Daza había derrocado a Frías y asumido la presidencia. Daza nombró prefecto de Santa Cruz a Demetrio Roca y comandante militar al coronel Romero, ambos enemigos políticos de Andrés Ibáñez. En agosto de 1876 Ibáñez fue capturado y tomado preso, por ser considerado un sedicioso y una amenaza para la seguridad interna. Se había determinado su envío a La Paz para ser juzgado por el poder central.
Sin embargo, el 1 de octubre de 1876 se produjo un amotinamiento de las tropas en Santa Cruz, por falta de pagos. La revuelta terminó con la muerte del comandante Romero, y las tropas liberaron a Ibáñez que se puso a la cabeza de una rebelión popular. Al siguiente día, se convocó a unos comicios populares en los que se nombró a Ibáñez prefecto de Santa Cruz y se firmó el Acta del Pueblo, que confirmaba sus plenos poderes y el carácter "igualitario" y federalista del movimiento.
El rompimiento total con el gobierno central se dio luego de la declaración de la federación el 25 de diciembre de 1876 en cabildo público. Los federales-igualitarios conforman una Junta de Gobierno Federal, la «Junta Superior del Estado Federativo Oriental», conformada por Ibáñez, Urbano Franco y Simón Álvarez.
Entre las medidas sociales y económicas adoptadas por el gobierno federal, está la abolición de la servidumbre en las haciendas y en la ciudad, con lo cual quedó el peonaje cruceño prácticamente liberado de la esclavitud económica. Además se instauró el cobro de impuestos a los productores de azúcar.
Una medida que con el tiempo menoscabó parte de las bases del igualitarismo fue el cobro de bonos para sostener la causa y el nuevo régimen. La falta de fondos fue un constante problema del gobierno federal, y las élites pudientes en muchos casos abandonaron Santa Cruz temporalmente como medida de rechazo. Las clases populares y artesanos se vieron seriamente afectados económicamente por esta inestabilidad y falta de oferta de trabajo.
Uno de los principios del igualitarismo fue la llamada "igualdad en la propiedad", que denunciaba el desequilibrio entre los privilegios y las grandes propiedades agrícolas de las élites y el precario acceso a tierras para las masas populares. En la práctica, aunque esta posición no significaba poner fin a la propiedad privada, se practicaron cobros, exacciones y decomisos a muchos propietarios, comenzando por dejar a los terratenientes sólo el dominio del suelo que cultivaban. Muchos de estos excesos fueron atribuidos a la gestión del paraguayo Manuel María Fabio, a quien se encargó el control de la ciudad durante la ausencia de Ibáñez en enero de 1877, cuando este se dirigió a los valles cruceños a buscar apoyo político.
Aunque la Federación reconocía explícitamente al gobierno de Daza, la posibilidad de que se establezca un orden político paralelo o concurrente al centralista y unitario, provocó la reacción inmediata del poder ejecutivo, y se ordenó el aplastamiento de la revolución por la fuerza militar. Se dispuso el envío de un contingente militar de 500 hombres al mando del Ministro de Guerra general Carlos de Villegas y se le delegaron poderes especiales para sofocar la rebelión y castigar a los insurgentes.
Ante la noticia de la inminente llegada del ejército, Ibáñez regresó a Santa Cruz y de allí partió a Chiquitos en marzo. En ese mismo mes Villegas entró y tomó el control de la ciudad, con la orden de pasar por las armas y confiscar los bienes de quienes hubieran estado ligados a la causa igualitaria. Es así que Andrés Ibáñez emprendió la huida por tierras chiquitanas, alcanzando la frontera con el Brasil en la actual provincia de Velasco, y estando en la duda de refugiase o no en dicho país, fue alcanzado por el ejército el 30 de abril en predios de la hacienda San Diego.

## Muerte
Capturado en la madrugada del 1 de mayo junto a un reducido grupo de correligionarios, Ibáñez fue sometido a un juicio sumario de Guerra en el cual fue sentenciado a muerte. Solicitó una confesión que le fue negada, y antes de la ejecución escribió una breve carta a su esposa.
Andrés Ibáñez fue fusilado el mismo 1 de mayo de 1877 junto al resto de sus compañeros.
Esta inmolación, defendiendo principios sociales de igualdad, tanto en la composición del Estado como en la estructura social de aquel tiempo, lo coloca como precursor de las luchas sociales en el continente, pues se anticipa casi una década a la Revuelta de Haymarket en Chicago, desde el 1 de mayo de 1886 .
Los cuerpos de los insurrectos fueron sepultados en una fosa común allí mismo, y donde permanecieron hasta su traslado en 1972 a Santa Cruz de la Sierra, por iniciativa de su descendiente Carlos Valverde Barbery.
La célebre como desgarradora carta a su esposa decía: 

San Diego, 1º de mayo de 1877

A la señora Anjelica Roca
Hoy se me ha leído y notificado mi sentencia de muerte, así es que esta la recibirás después de ella.
Los últimos latidos del corazón que va a dejar esta vida no se consagran, sino al ser huérfano que uno deja.
Ayer escapé de la muerte, pero esto no había sido sino un aplazamiento. 
Escucha y lee mi último adiós: Resignación. 
Sé feliz en nuestra común desgracia, te encargo vivas al lado de mi familia que ella por el cariño que me ha tenido, te sustentará.
Consuela a mi hija Leocadita y los otros. 
No puedo escribirte más largo; desfallece tu 
Andrés. 
Adiós,
Muero.
Andrés Ibáñez

## Legado

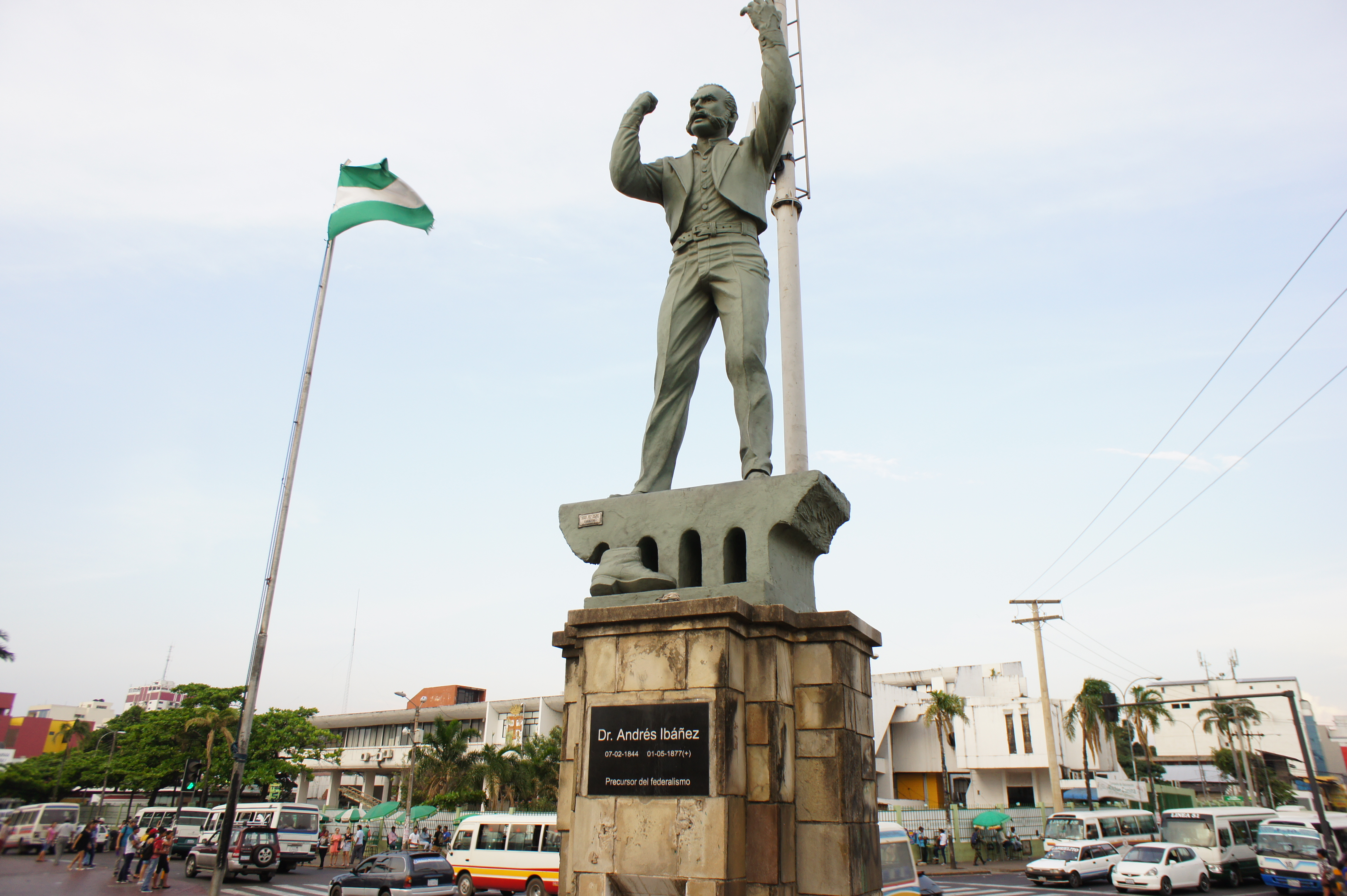
Dr. Andrés Ibáñez precursor del federalismo. Monumento ubicado en la rotonda entre las avenidas Grigota, Cañoto, Irala y Omar Chávez Ortiz, en Santa Cruz de la Sierra

Hoy en día en algunos círculos se considera a la figura de Andrés Ibáñez como precursora del federalismo y el igualitarismo en Bolivia, sin embargo según Durán y Pinckert, Andrés Ibáñez y el movimiento igualitario no habrían manifestado ninguna inquietud por el federalismo sino que los igualitarios ante todo pretendieron modificar el sistema del Estado como un medio para lograr sus objetivos de cambios sociales. No obstante, es un hecho indiscutido que la Junta de Gobierno Federal proclamó, en un documento firmado y publicado, los fundamentos federales del movimiento y que llegó a ejercer gobierno en esas condiciones. 
La proclama de Junta Superior Federal del Oriente, firmada el 27 de diciembre de 1876, plantea claramente el fondo doctrinal frente al Estado Unitario: "Una era de paz, igualdad y fraternidad se abrirá a través de cuantos obstáculos le presente la centralizadora y tiránica forma de gobierno unitario…” (sic)
Andrés Ibáñez demostró en hechos y escritos que estaba luchando por la igualdad y que estaba identificado con la masa de artesanos, es decir con el pueblo y clases empobrecidas, por lo cual atacaba a la oligarquía de su época llamándola ¡la vergüenza social![cita requerida]. Curiosamente, en la actualidad su imagen ha sido reivindicada por políticos, sindicalistas y empresarios provenientes de diversos movimientos, desde comunistas y socialistas hasta autonomistas y liberales.
Diferentes personalidades políticas e intelectuales se han referido a Ibáñez en diferentes términos. Gabriel René Moreno lo describe en términos poco favorables: «El pánico y los cierrapuertas durante la sedición del mestizo Ibáñez en 1876, son indescriptibles a causa de las ideas demagógicas reinantes [..]». Guillermo Lora lo identifica como «precursor del socialismo obrero», mientras que Carlos Montenegro lo describe como «auténtico precursor de la revolución social en América del Sur». En suma, el movimiento que dirigió fue un intento temprano de instaurar políticas de corte social, al mismo tiempo que identificaba la necesidad de un gobierno local con poder efectivo.
Luego de muchos años, en 1944 el estado boliviano reconoció oficialmente a Andrés Ibáñez como 'servidor de los intereses nacionales', y procedió a otorgarle su nombre a la provincia en la cual se asienta la capital departamental la ciudad de Santa Cruz de la Sierra.
La nueva ley de autonomías de Bolivia lleva el nombre de "Ley Andrés Ibáñez" en su honor.
También se otorgó su nombre a una ciudadela al interior de la ciudad. Asimismo existen monumentos y muchas calles y avenidas en varios pueblos y ciudades de Bolivia que llevan su nombre.[cita requerida]
Su figura ha pasado también al cine con la película histórica Los igualitarios (1991).